# Đokin Toranj
Đokin Toranj är en bergstopp i Bosnien och Hercegovina.   Den ligger i entiteten Federationen Bosnien och Hercegovina, i den sydöstra delen av landet, 28 km söder om huvudstaden Sarajevo. Toppen på Đokin Toranj är 2 086 meter över havet. Đokin Toranj ingår i Treskavica.
Terrängen runt Đokin Toranj är kuperad åt sydväst, men åt nordost är den bergig. Đokin Toranj är den högsta punkten i trakten. Trakten är glest befolkad. Närmaste större samhälle är Gračanica, 16,1 km norr om Đokin Toranj. 